# زنبورهای شکاری
زنبورهای شکاری (به انگلیسی: Hunting wasps)،

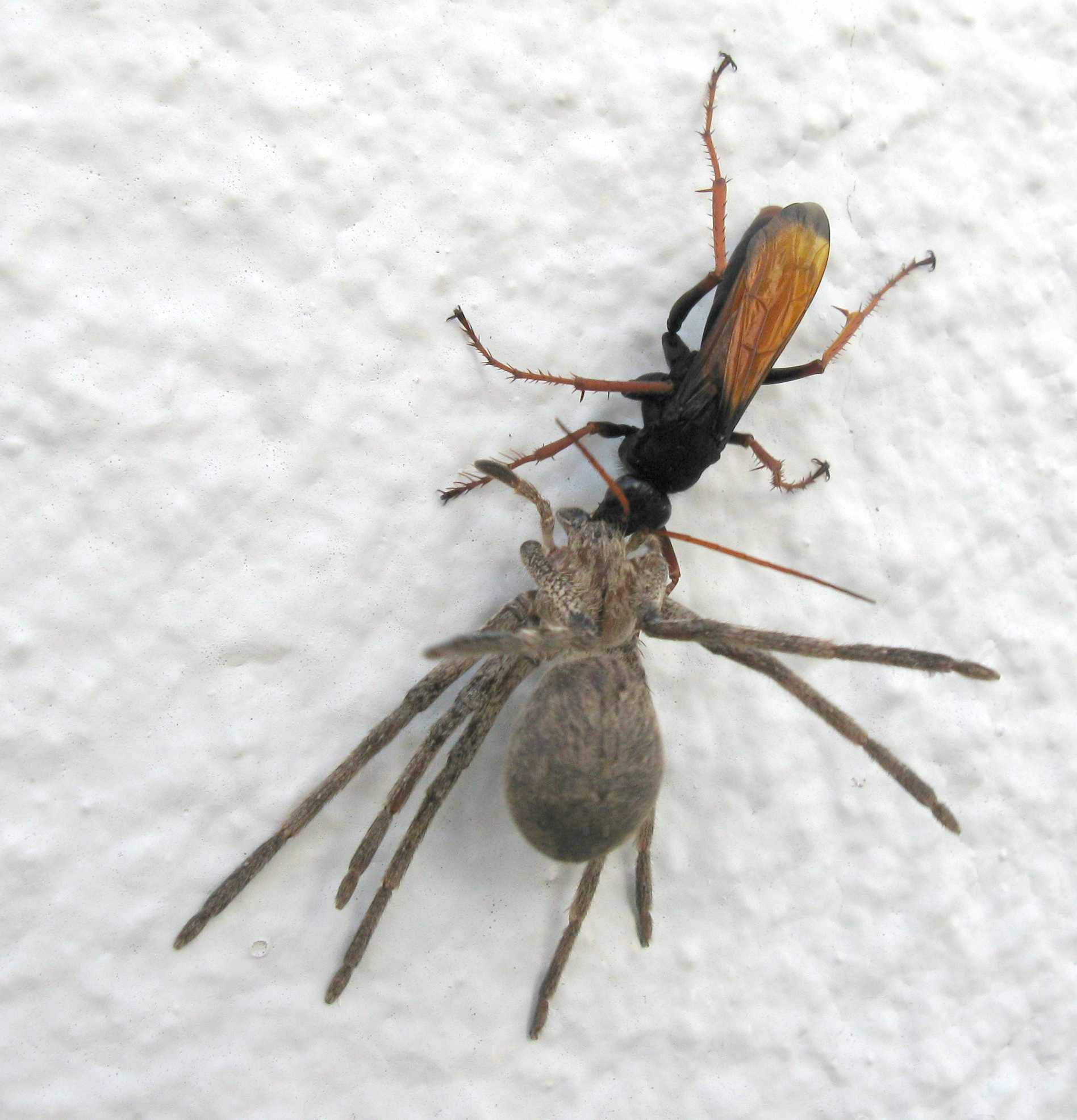
زنبور وحشی عنکبوتی (Tachypompilus ignitus)؛ یک زنبورِ عنکبوت‌خوارِ معمولی، یک عنکبوت خرچنگی بزرگ ماده را فلج کرده و در حال بالا کشیدن آن از دیواری به سوی پناه‌گاه مورد نظر خود است.

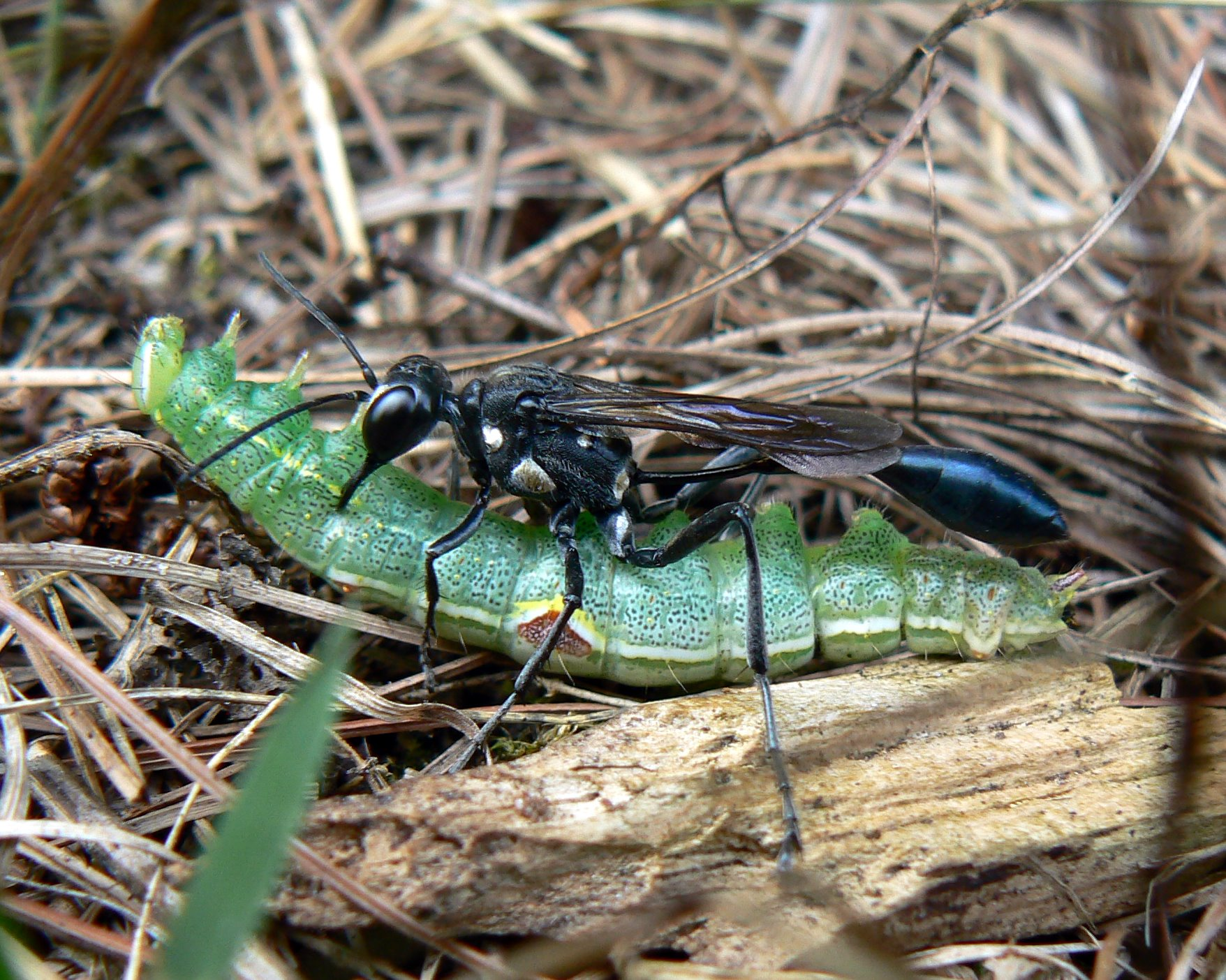
یک زنبور نخ‌کمر ماده؛ (Ammophilinae, Sphecidae) مشغول حمل یک کرم پیله‌ساز فلج‌شدهٔ درشت به لانه‌ای که او از پیش حفاری کرده.

اعضای گونه‌های مختلف از آرایه‌های حشرات پرده‌بالان هستند. عادات و خویشاوندی (تبارزایش) آن‌ها به شکل‌ها و از راه‌های بسیاری متفاوت است، اما همه در انجام مراقبت‌های والدینی از لاروهای خود که در آن راه طعمه؛ معمولاً حشرات، را برای تغذیه لاروهای خود شکار می‌کنند. چه انفرادی یا اجتماعی، بسیاری از گونه‌ها در ساخت نوعی حفاظ یا لانه که در آن طعمه را مخفی می‌کنند به گونه‌ای که لارو می‌تواند تغذیه و در امنیت مناسب تبدیل به پوپا (شفیره) شود.
بیشتر تک‌زنبورهای شکاری (انفرادی) طعمه خود را به ترتیبی؛ برای فلج کردن بدون کشتن آن، نیش می‌زنند. در نتیجهٔ کاربرد چنین شیوه‌ای، شکار تا زمان خوردن آن برای لاروی جوان تازه باقی می‌ماند. در مقابل؛ زنبورهای اجتماعی گوشتخوار به‌طور کلی، در اسرع وقت و با ورود خود به کلنی، تکه‌های طعمه را به لاروها می‌خورانند. آن‌ها بنابراین؛ هیچ ضرورتی برای تازه نگهداری غذای موجود ندارند. اقلیتی از زنبورهای شکار انفرادی، مانند برخی از بمبیسین‌ها (Bembicinae)، نیز طعمهٔ خود را پیش از تغذیهٔ آن به لارو تکه‌تکه (قصابی) می‌کنند.

## بررسی کلی
زنبور شکاری یا شکارچی عمدتاً عبارتی برای راحتی بیان مقصوداست. در مفهوم مطلق، این نام به هیچ آرایهٔ ویژهٔ بیولوژیکی مربوط نیست، بلکه تعریف و اشاره به استراتژی زیست‌محیطی خاصی است که در پردهبالان تقریباً به‌طور قطع و به‌طور مستقل تکامل یافته و چندین بار رخ داده و احتمالاً گاهی چندین بار در درون همان یک خانواده تکرار شده. به‌طور خاص تمام زنبورهای شکاری اعضای زنبورهای نیشدار، در بین باریک‌تنه‌داران هستند.

## تمایز بین «زنبورهای شکار و» زنبورهای انفرادی
در جستجوی متونی برای «زنبورهای شکاری» راه عاقلانه‌تر این است که «زنبورهای انفرادی» هم از نظر شاخص در نظر گرقته شوند. دو عبارت اند تا حد زیادی نادرست استفاده شده‌است، به خصوص در روزهای خیلی زود حشره‌شناسی مدرن است. تعداد بسیار کمی از ارجاع به «زنبورهای شکار» رخ می‌دهد قبل از حدود سال ۱۸۵۰، در حالی که ارجاع به «زنبورهای انفرادی»، هر چند فراوان نیست، غیرمعمول نیست.

## پیشینهٔ نوشته‌ها
زنبورهای شکاری یا شکارچی از دیرباز شناخته شده و توجه چندین نسل از تاریخ طبیعی‌دانان را به خود جلب کرده‌اند، اما اصطلاح «زنبورهای شکاری» به سختی در ادبیات پیش از اواسط قرن ۱۹ منتشر شده‌است. نویسنده در اغلب موارد از واژهٔ «زنبور انفرادی» استفاده می‌کرده‌است.